# Tân Sơn (xã), Tân Sơn
Tân Sơn là một xã thuộc huyện Tân Sơn, tỉnh Phú Thọ, Việt Nam.
Xã Tân Sơn có diện tích 28,86 km², dân số năm 1999 là 3576 người, mật độ dân số đạt 124 người/km².